# San Antonio (Texas)
San Antonio er en amerikansk by i delstaten Texas. I 2000 var indbyggertallet 1,3 millioner. Det gør byen til Texas' næststørste og USA's 7. største (2017). Byen er administrativt centrum i det amerikanske county Bexar County.

## Historie

### 1700-1800
Grundlagt som en spansk by af provinsen Texas’ guvernør, Martín de Alacrón,:7  den 5. maj 1718. Da plantede han den kongelige fane i jorden tæt ved San Antonio River, hvor byen siden bredte sig.:9  Nogle af de først opførte bygninger var fortet San Antonio de Béxar samt den franciskanske missionsstation San Antonio de Valero (bedst kendt som Alamo).
San Antonio tiltrak så få folk i starten, at der i 1731 ankom 15 familier fra de Canariske Øer. De havde ladet sig friste af et nyspansk tilbud om at få både jordlodder og titler, hvis de immigrerede og bosatte sig i flækken.
Fra 1773 fungerede byen i en periode som hovedstad i den spanske provins Texas.

### 1800-1900
Den mexicansk-amerikanske oprørshær Republican Army of the North indtog byen den 1. april 1813. Den spanske hær generobrede staden i august og gjorde San Antonio til en blodets by. Soldaterne henrettede hundredevis af oprørere og disses mistænkte sympatisører på byens to torve, og ydermere voldtog de kvinder og piger.:77 
Da Mexico erklærede dets uafhængighed fra Spanien med Cordova traktaten i 1821, hørte San Antonio ind under Mexico.:153 
Byen blev en del af republikken Texas i 1836, da Velasco traktaten mellem texanere og Mexico definerede Texas’ sydlige grænse som Rio Grande.
Et forsøg på at ende en bestående konflikt med comancherne under et møde med nogle af deres høvdinge i byens domhus i 1840 endte katastrofalt med 35 dræbte indfødte og syv hvide faldne. Massakren er kendt som Council House Fight.:20 

## Attraktioner
Byen rummer Texas’ eneste verdensarvsområde, San Antonio missionsstationerne.:1  På grund af denne seværdighed og andre som the Alamo (hvor David Crockett og James Bowie faldt i kamp med mexicanske tropper):41  samt forlystelsesparkerne SeaWorld og Six Flags besøges San Antonio årligt af mange turister. I 2022 kom der over 34 millioner besøgende.:1 